# Hamernice
Hamernice (německy Hamerdorf) je horská osada, která leží v Orlických horách na katastrálním území Nebeské Rybné. Osada se rozkládá v údolí řeky Říčky přitékající z Julinčina údolí, na východě je ohraničena kamenným obloukovým mostem silnice II/310, na západě bezejmenným pravostranným přítokem Říčky z Nebeské Rybné. Osadou vede modrá turistická značka z Vamberka na hlavní hřeben Orlických hor.
Hamernice byla trvale osídlena až do odsunu německého obyvatelstva po druhé světové válce. I v této části Sudet probíhal odsun velmi divoce, a v Hamernici bylo zabito několik Němců.
Dnes osada slouží především jako rekreační oblast. Západně od osady na Schmoranzově louce jsou pořádány dětské tábory.